# Megachile kuschei
Megachile kuschei är en biart som beskrevs av Cockerell 1939. Megachile kuschei ingår i släktet tapetserarbin, och familjen buksamlarbin. Inga underarter finns listade i Catalogue of Life.